# Герб Белоомута
Герб городского поселения Белоомут — опознавательно-правовой знак, составленный и употребляемый в соответствии с правилами геральдики, служащий символом Белоомута.

## История герба
Герб утверждён решением совета депутатов городского поселения Белоомут Луховицкого района Московской области от 1 апреля 2008 года № 12/3. .

## Описание герба
В серебряном поле две черные, с пурпурными плавниками, стерляди накрест, продетые сквозь золотую корону с тремя большими и двумя малыми видимыми листовидными зубцами.

## Обоснование символики
Две стерляди, продетые в золотую корону, в гербе городского поселения символизируют исторический промысел, бывший основой для развития села на протяжении нескольких столетий. Серебряное поле герба аллегорически показывает широкую гладь многоводной реки Оки, на берегу которой расположено поселение. Ока всегда была важнейшей транспортной артерией для жителей поселения и во многом способствовала развитию местной промышленности и торговли. 
Символика короны в гербе многозначна: одна из страниц истории поселения связана с кольцом "дворянских гнезд" — здесь имели свои земли и поместья многие известные фамилии — Тепловы, Похвистневы, Лосунские, Баскаковы. Село Верхний Белоомут принадлежало Николаю Платоновичу Огарёву, известному публицисту, другу А. И. Герцена. Память об этих людях, чьи имена стали достоянием Российской культуры, и отражена дворянской золотой короной. 
Золото — символ почета и уважения, интеллекта, богатства, стабильности. 
Серебро — символ чистоты, совершенства, мира и взаимопонимания. 
Пурпур — символ благородства, славы и достоинства. 
Черный цвет — символ мудрости, скромности, вечности.